# Plaut
Plaut (n. 250 î.Hr., Sarsina, Emilia-Romagna, Italia – d. 184 î.Hr., Roma, Republica Romană) este considerat părintele teatrului roman preclasic și cel mai semnificativ autor al începuturilor literaturii latine.
Opera sa numără 21 de comedii, incluse în “Corpus Plautinum”. Cele mai cunoscute comedii ale lui Plautus sunt: Amphitruo, Aulularia, Pseudolus, Miles gloriosus, Rudens.

## Temele comediilor
1. imoralitatea vieții de familie;
2. negustorul de femei-leno (în latină);
3. modul de viață grecesc;
4. curtezanele în societatea romană;
5. sacrificiul sclavilor pentru stăpâni;
6. trufia, incultura, lăudăroșenia, prostia, imoralitatea;
7. probleme de ordin religios, cu substrat politic;
8. femeia romană de înaltă ținută morală.

## Trăsăturile comediilor
Comediile plautine au trăsături comune:
- intrigă asemănătoare;
- tații sunt rivalii fiilor;
- sclavii sunt șireți.

Plautus rămâne pe planul comediei în cultura universală, așa cum Homer a rămas drept cel mai mare poet epic.